# Piccola ladra
Piccola ladra (Battement de cœur) è un film del 1940 diretto da Henri Decoin.

## Trama
Arlette, giovane orfana, scappa da una casa di correzione per incontrare poi il signor Aristide, direttore di una scuola che insegna il mestiere del borseggio.